# Мендзибоже (Західнопоморське воєводство)
Мендзибоже (пол. Międzyborze, нім. Luisenbad) — село в Польщі, у гміні Полчин-Здруй Свідвинського повіту Західнопоморського воєводства.
У 1975-1998 роках село належало до Кошалінського воєводства.